# ベーレン
ベーレン (ドイツ語: Beelen, 低地ドイツ語: Bailen) は、ドイツ連邦共和国ノルトライン＝ヴェストファーレン州ヴァーレンドルフ郡の町村（以下、本項では便宜上「町」と記述する）である。
ベーレンはヴァーレンドルフ郡で最も人口の少ない町であり、ノルトライン＝ヴェストファーレン州でも最小クラスの町の1つである。

## 地理

### 位置
ベーレンはミュンスターラント盆地に位置する。この町はアクストバッハ川およびバイルバッハ川の畔に位置する。バイルバッハ川は町の西側でアクストバッハ川に合流し、アクストバッハ川はヴァーレンドルフ近郊でエムス川に注ぐ。

### 町域の広がりと土地利用
小さな田舎町に分類されるこの町の面積は 31.35 km2 である。町域の大部分は農業に利用されており、その占有率は州平均よりも約 25 % 高い。これに対して森林の割合は極めて低い。
| 土地利用別面積 | 農業用地 | 森林  | 住宅地、空き地 産業用地 | 交通用地 | 水域  | スポーツ用地 緑地 | その他 |
| -------------- | -------- | ----- | ----------------------- | -------- | ----- | ----------------- | ------ |
| 面積 (km2)     | 23.82    | 1.60  | 2.93                    | 1.90     | 0.71  | 0.36              | 0.03   |
| 専有率         | 76.0 %   | 5.1 % | 9.3 %                   | 6.1 %    | 2.3 % | 1.2 %             | 0.1 %  |

### 隣接する市町村
ベーレンに隣接する市町村は北から時計回りに以下の通りである: ハルゼヴィンケル、ヘルツェブロック＝クラールホルツ（ともにギュータースロー郡）、エルデ、エニガーロー、ヴァーレンドルフ、ザッセンベルク（以上、ヴァーレンドルフ郡）。

### 自治体の構成
ベーレンにはさらに細分される地区はない。ベーレン周辺には様々な農場や耕作地がある: ヴェステ、ティーア、ホルンブッシュ、ラントハーゲン、ゼリース＝タイヒ、エースター、ホルトバウム、ヘムフェルト、キービッツハイデ、ヘルスター。また、住宅地にも固有の名前を有するものがある: ゼーフーゼン、グローサー・ガルテン、バウエルンロット地区。

## 歴史
1928年にヘルスター農場で発見された骨壺により、紀元前100年から紀元前150年頃にベーレンにゲルマン人の集落があったことが証明された。
920年にベーレンに教会区が設けられた。ニトハルト司教（900年 - 922年）は、最初のベーレンの教会を聖別した。これは、アクストバッハ川沿いの Schultenhofes を治めていた司教の家臣ブルニングによって寄進されたものであった。ベーレンの教会史上最も古い記録は、司教ジークフリートによるベーレンの教会設立に関する1022年のものである。
教皇エウゲニウス3世の1146年5月23日の文書には、クラールホルツ修道院所有のものとして、「ベーレンの農場と礼拝堂」が記述されている。ミニステリアーレ一門のベーレン家は、1269年に近習ハインリヒが初めて歴史に登場する（グート・グレーヴィングホーフ）。ベーレンは1294年にミュンスター司教領主のアムト・ザッセンベルクに編入された。ミュンスターからヴァーレンドルフ、ベーレン、レーダを経由してパーダーボルンへ往復する郵便馬車路線が1679年に設けられた。1808年にベーレンは新設されたベルク大公国となった。さらにウィーン会議後（1815年）、ベーレンはプロイセン領となった。
1887年の、ミュンスターからヴァーレンドルフ経由でレーダ＝ヴィーデンブリュックに至るヴァーレンドルフ鉄道の開通によりベーレンは鉄道交通に接続した。
この町は1939年に紋章の使用権を認められた。

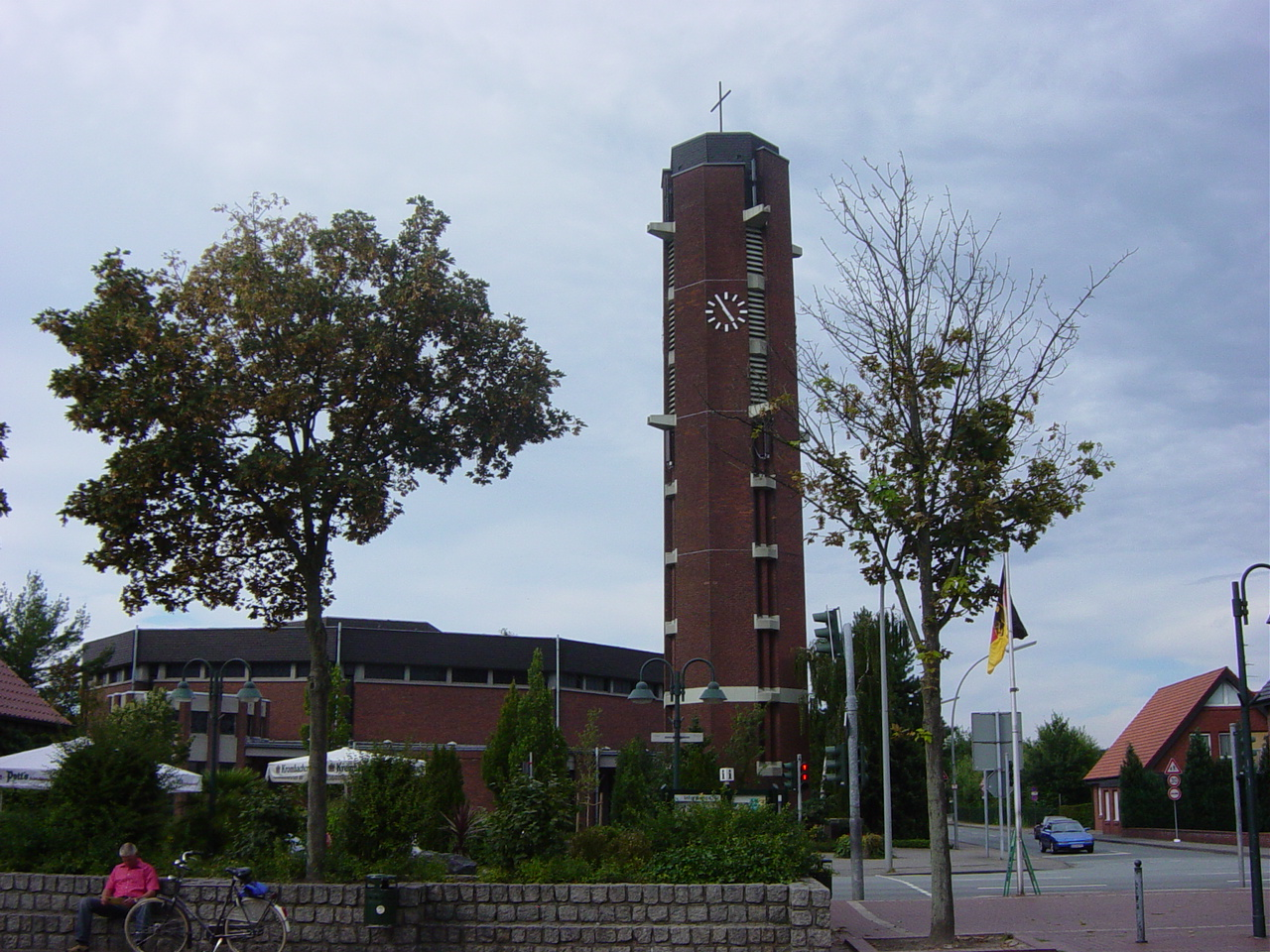
洗礼者聖ヨハネ教会

1967年から1968年にミュンスターの建築家クリスタ・クレフナー＝ディルクセンの設計に基づき洗礼者聖ヨハネス教会が新たに建設された。多角形の平面に横長の楕円形の教会堂が建設された。祭壇室は北向きに配され、やや高く設えられた。この教会はレンガ製で平屋根を戴いている。教会塔は鐘楼の様式で教会堂とは分離して建てられた。この教会は洗礼者聖ヨハネに献げられた。1969年に古い教会は取り壊された。教会広場（キルヒ広場）は20世紀の世界大戦による死者を記念する場所に改装されたが、1854年に建造された古い教会の基礎は現存している。
ベーレン、オステンフェルデ、ヴェストキルヒェンで構成されていたアムト・ベーレンが1974年12月31日に廃止され、1975年1月1日にベーレンはその権利継承自治体となった。この廃止されたアムトにはベーレン、オステンフェルデ、ヴェストキルヒェンが属していたが、後者はエニガーローに編入された。
1995年5月28日にベーレンは1075年祭を祝った。

### 町村合併
ノルトライン＝ヴェストファーレン州の地域再編に伴い、1974年7月9日に成立した「新設されたミュンスター/ハム地域の市町村および郡の新設に関する法律（ミュンスター/ハム法）」に基づいて、1975年1月1日にオステンフェルデとヴェストキルヒェンがアムト・ベーレンから分離され、エニガーロー市に編入された。ベーレンはこのアムトの権利継承自治体となった。

## 住民

### 人口推移
| 年   | 人口（人） |
| ---- | ---------- |
| 1939 | 2,525      |
| 1950 | 3,525      |
| 1960 | 3,587      |
| 1971 | 4,021      |
| 1975 | 4,506      |
| 1982 | 5,018      |
| 1990 | 5,294      |
| 1992 | 5,583      |
| 1994 | 5,707      |
| 1996 | 5,999      |
| 1998 | 6,141      |
| 1999 | 6,243      |
| 2000 | 6,330      |
| 2001 | 6,404      |
| 2002 | 6,470      |
| 2003 | 6,522      |
| 2007 | 6,632      |
| 2010 | 6,500      |

### 人口統計
2008年のベーレンの平均年齢は、38 - 39.5歳であった。この結果からベーレンは比較的「若い」町である。
ベーレンの出生率は、一時期、ノルトライン＝ヴェストファーレン州内でトップであった。現在、死亡と出生および転入はバランスがとれている状態である。

## 行政
ベーレンの町議会は、24議席で構成されている。これに町長のエリーザベト・カムマン (FWG) が投票権を有する議長として加わる。

### 首長
2016年現在、ベーレンの町長はエリーザベト・カムマン (FWG) である。第二次世界大戦以後の町長を列記する。
- 1946年 – 1952年: ベルンハルト・ブリンクヒュース (中央党)
- 1952年 – 1961年: アウグスト・ヴルフハイデ (CDU)
- 1961年 – 1969年: ヘルマン・リューデンホルツ (CDU)
- 1969年 – 1975年: ハインツ・ホムブリンク (FWG)
- 1975年 – 1989年: ヨーゼフ・アウレンカンプ (CDU)
- 1989年 – 1991年: ジークベルト・エルジング (FWG)
- 1991年 – 1994年: ヨーゼフ・アウレンカンプ (CDU)
- 1994年 – 1995年: エリーザベト・カムマン (FWG)
- 1995年 – 1999年: ハインリヒ・シュヴァルツェンベルク (CDU)
- 1999年 – 2004年: マルティン・ブラウン（無所属）
- 2004年 – : エリーザベト・カムマン (FWG)

### 紋章
ヴェストファーレン州の長官は、1939年3月2日の文書で、アムト・ベーレンに紋章の使用を許可した。ベーレンはこのアムトの権利継承自治体として、新たな許可を必要とせず、この紋章の使用権を引き継いだ。
図柄: 青と金色（黄色）の菱形格子の地に、銀（白）の爪と赤い舌を見せる黒い獅子。
この紋章の原型は、バーク家の家紋である。バーク家は14世紀半ばから17世紀初めまでグレーヴィングホーフ館を所有し、ベーレン周辺地域の林業裁判官であった。獅子は、エーゼーデ貴族家の紋章に由来する。

### 姉妹自治体
- ヴィレ＝エカル（フランス語版、英語版）（フランス、セーヌ＝マリティーム県）1988年

この町はノルマンディ地方のルーアン近郊に位置している。姉妹自治体関係は、ドイツ＝フランス友好サークルによって維持されており、大変活発な交流が行われている。毎年、キリスト昇天祭には相互訪問を行っている。さらに夏には青年集会が行われる。

## 文化と見所

### 年中行事
7月の第2週末にベーレンで射撃祭が開催される。射撃クラブには約1,100人の会員がいる。
聖ヨハネの祝日（6月24日）後の週末にヴィレ＝エカル広場で教会祭「ヤンス・ツー・バイレン」が開催される。洗礼者聖ヨハネはベーレンのカトリック教会の守護聖人である。

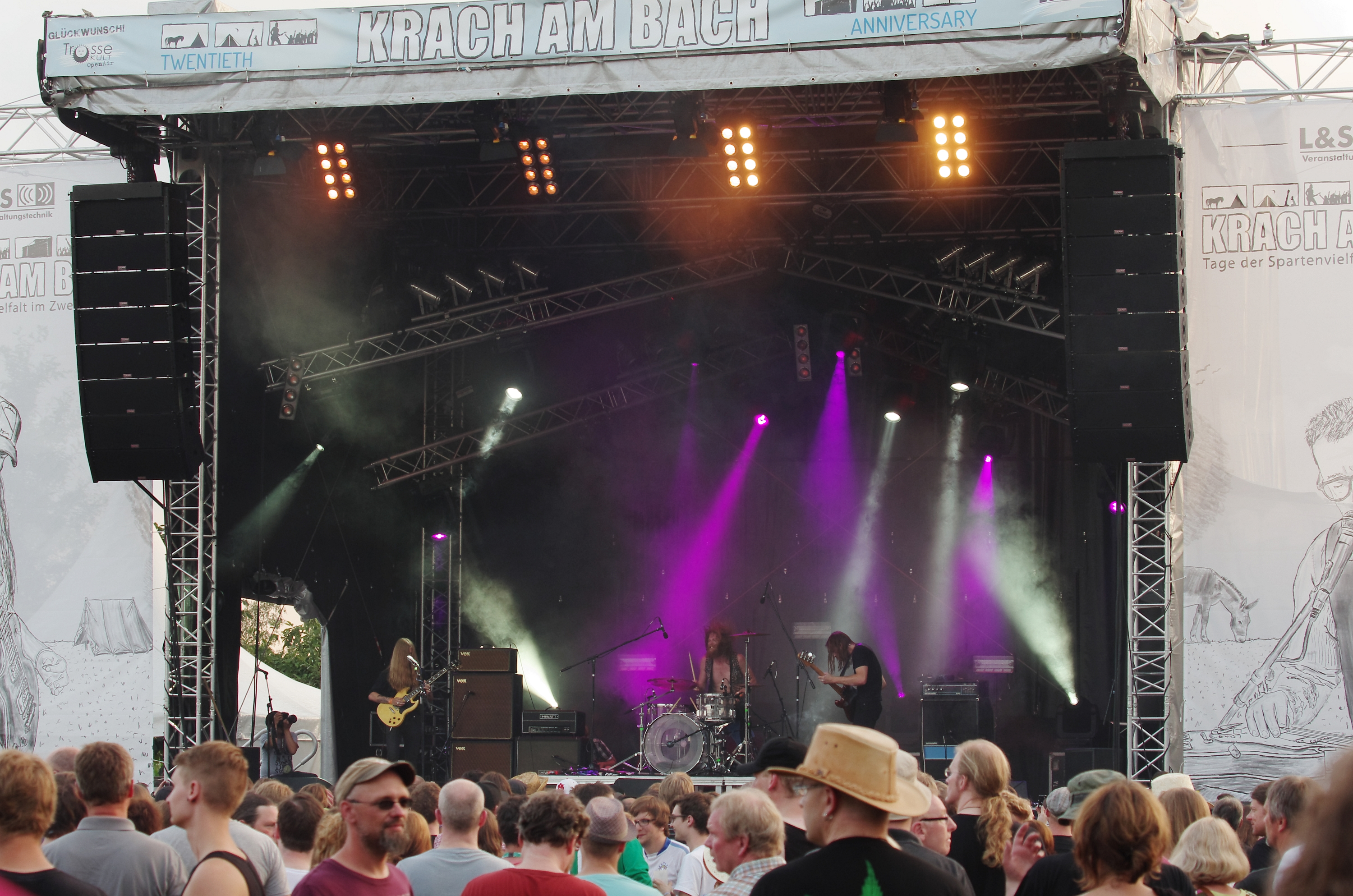
2013年クラッハ・アム・バッハのメインステージ

ベーレンでは1994年以降オープン＝エア＝フェスティバル「クラッハ・アム・バッハ」が開催されている。このフェスは毎年8月の第1週末に開催される。元々は1970年代に始まったイベントで、当時は「ロック・イン・デア・ハイデ」と呼ばれていた。長年の間には、後に有名になったミュージシャンも出演している: ビートステークス、エミール・ブルス、4Lyn、ブラックメール、リヴォルヴェルヘルドなどである。クラッハ・アム・バッハは頭蓋や脳に疾患を持つ患者を支援するためのチャリティーイベントであり、約 15万ユーロの寄附金を集めた。やがて、その他の支援にも寄附金が使われるようになった。
2006年に第3回クレアティーヴェ・プファート（直訳すると「創造の小径」）が開催された。これは、文化サークルの文化フェスティバルである。このフェルティバルには、著名な芸術家、芸術教育家とベーレンのグループ、クラブ、個人が参加する。
第2または第3アドヴェントの日曜日に教会広場でクリスマスマーケットが開催される。
2年に1度、ベーレンで産業ショーが開催される。

### レジャー施設、スポーツ施設
ベーレンには2つの体育館、4つのスポーツ広場（このうち3つには人工照明装置がある）、1つのボルツ場（サッカーグラウンド、人工照明付き）、1つのローラースケート場、9つの遊戯広場、1つのブール場、1つのテニス場、1つの屋内テニス場がある。また、ヴェストファーレンで典型的な自転車道や乗馬道、さらには最新のストリートサッカー場もある。

## 経済と社会資本

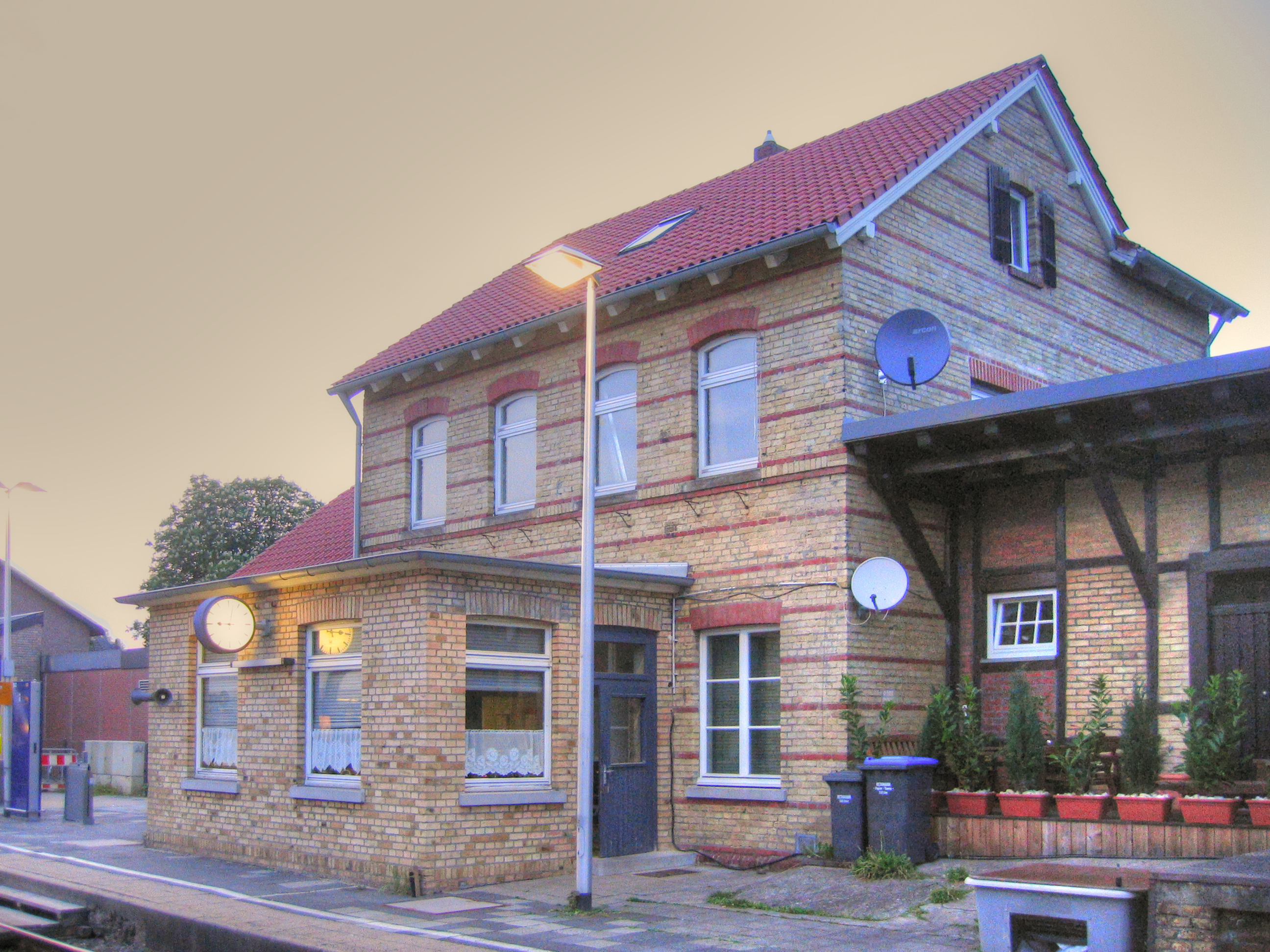
ベーレン駅

### 交通
町内を連邦道 B64号線と、これと並行に鉄道ミュンスター - ビーレフェルト線が通っている。
ベーレン駅はヴァーレンドルフ鉄道の駅であり、1時間ごと（日曜日は2時間ごと）にミュンスター - ギュータースロー - ビーレフェルトを結ぶレギオナルバーン RB67「デア・ヴァーレンドルファー」号が運行している。この列車は2013年12月15日からオイロバーンによって運行されている。それ以前はノルトヴェストバーンであった。ベーレンはミュンスターラント交通会社の管轄地域に属す。
ヴァーレンドルフ行きおよびレーダ＝ヴィーデンブリュック行きの地方バスが運行している。

### 経済
ベーレンには以下の企業がある。
- MBB フェルティグングステクニーク GmbH[6]: 現在の MBB フェルティグングステクニークの前身であるクラース・フェルティグングステクニーク GmbH は1992年に本社工場をハルゼヴィンケルからベーレンに移転した。この会社は約 400人の従業員を擁し、年間約1億2800万ユーロを売り上げる。この会社の製品は、組み立て、接合分野の自動化装置や計測器、工具製造に使われる。顧客は主に自動車産業や飛行機産業である。2012年にクラース・フェルティグングステクニークは MBB インダストリーズ AG に売却された。
- ディングヴェルト・ロジスティーク GmbH[7]: この会社はドイツ全土で活動する流通会社で、5つの拠点を有している。
- ハルトマン・メーベルヴェルケ GmbH[8]: この家具会社は、モダン・デザインの大型生活家具に特化している。この会社は、この分野のヨーロッパにおけるリーディング・カンパニーの1つに数えられている。
- ランペルマン & シュプリートホフ OHG[9]: この会社は、たとえばホールや屋根の建造といった鉄骨構造物や、農業用機械製造の分野で活動している会社で、それぞれのサービス提供者とともに動力器具センターを運営している。
- AGRATA アグラーハンデル GmbH & Co KG: AGRATAは、例えばジャガイモやタマネギの包装を行なっている会社である。
- フォルクスバンク: かつては独立したベーレン国民銀行であったが、やがてヘルツェブロック＝クラールホルツに本社を置くクラールホルツ＝レッテ＝ベーレン国民銀行となり、現在はオストミュンスターラント国民銀行となっている。

### 教育機関

#### 幼稚園と託児所
カトリックの聖ヨハネス幼稚園と、民間主導の「エルテルン・フュア・キンダー」が運営するフリードリヒ＝フレーベル託児所およびアレクセ＝ヘーゲマン託児所が、就学前の子供を預かっている。民間主導の託児所は、ベーレン・ファミリーセンターに入居している。

#### 学校
ベーレンにはカトリックの基礎課程学校が 1校ある。2013年にフォン＝ガーレン本課程学校が閉鎖されて以後、上級の学校で学ぶためには近隣の町へ行かなければならない。そのための通学費用は、公共交通機関のためのチケットという形で援助される。
このほかに、ヴァーレンドルフ/テルクテ/ベーレン市民大学目的連合やベックム＝ヴァーレンドルフ音楽学校が利用されている。

## 原典
1. 1 2  ノルトライン＝ヴェストファーレン州情報・技術局: Kommunalprofil Warendorf, Stadt（2017年1月15日 閲覧）
2. ↑  Bevölkerung der Gemeinden Nordrhein-Westfalens am 31. Dezember 2023 – Fortschreibung des Bevölkerungsstandes auf Basis des Zensus vom 9. Mai 2011
3. ↑  Gesetz zur Neugliederung der Gemeinden und Kreise des Neugliederungsraumes Münster/Hamm (Münster/Hamm-Gesetz)（2017年1月16日 閲覧）
4. ↑  ノルトライン＝ヴェストファーレン州選挙管理局: 2014年5月25日のベーレン町議会議員選挙結果（2017年1月16日 閲覧）
5. ↑  Krach am Bach（2017年1月18日 閲覧）
6. ↑  MBB Fertigungstechnik（2017年1月18日 閲覧）
7. ↑  Dingwerth Logistik（2017年1月18日 閲覧）
8. ↑  Hartmann Möbelwerke（2017年1月18日 閲覧）
9. ↑  Rampelmann & Spliethoff OHG（2017年1月18日 閲覧）
10. ↑  VGS schreibt zum letzen Mal Geschichte, Die Glocke online 2013年7月19日付け（2017年1月18日 閲覧）